# Форрестон (Іллінойс)
Форрестон (англ. Forreston) — селище (англ. village) в США, в окрузі Оґл штату Іллінойс. Населення — 1435 осіб (2020).

## Географія
Форрестон розташований за координатами 42°7′35″ пн. ш. 89°34′42″ зх. д. / 42.12639° пн. ш. 89.57833° зх. д. (42.126526, -89.578246).  За даними Бюро перепису населення США в 2010 році селище мало площу 2,34 км², уся площа — суходіл.

## Демографія
Згідно з переписом 2010 року, у селищі мешкало 1446 осіб у 578 домогосподарствах у складі 396 родин. Густота населення становила 618 осіб/км².  Було 633 помешкання (271/км²).
Расовий склад населення:
| - 97,3 % — білих - 0,3 % — чорних або афроамериканців - 0,1 % — корінних американців - 0,1 % — азіатів |

До двох чи більше рас належало 1,6 %. Частка іспаномовних становила 1,9 % від усіх жителів.
За віковим діапазоном населення розподілялося таким чином: 27,7 % — особи молодші 18 років, 55,3 % — особи у віці 18—64 років, 17,0 % — особи у віці 65 років та старші. Медіана віку мешканця становила 39,3 року. На 100 осіб жіночої статі у селищі припадало 94,4 чоловіків;  на 100 жінок у віці від 18 років та старших — 94,6 чоловіків також старших 18 років.
Середній дохід на одне домашнє господарство  становив 62 052 долари США (медіана — 50 114), а середній дохід на одну сім'ю — 72 979 доларів (медіана — 64 219). За межею бідності перебувало 13,1 % осіб, у тому числі 18,7 % дітей у віці до 18 років та 11,7 % осіб у віці 65 років та старших.
Цивільне працевлаштоване населення становило 842 особи. Основні галузі зайнятості: роздрібна торгівля — 19,5 %, освіта, охорона здоров'я та соціальна допомога — 16,7 %, виробництво — 15,7 %.